# إذاعة الكاف
إذاعة الكاف إذاعة جهوية تونسية تقع استوديوهاتها بمدينة الكاف انطلق بثها يوم 7 نوفمبر 1991 وهي تغطي منطقة الشمال الغربي التونسي. تبث برامجها بالعربية لمدّة 18 ساعة يوميا على موجات الأف أم.

## مقالات ذات صلة
- قائمة إذاعات الراديو التونسية

### وصلات خارجية
- مناطق إرسال الإذاعات التونسية